# جاك قود
جاك قود (بالإنجليزية: Jack Good)‏ هو منتج تلفزيوني ومنتج أسطوانات ومدير مواهب ووكيل مواهب وموسيقي وملحن بريطاني، ولد في 7 أغسطس 1931 في Greenford ‏ في المملكة المتحدة، وتوفي في 24 سبتمبر 2017 في أكسفوردشير في المملكة المتحدة.

## وصلات خارجية
- جاك قود على موقع IMDb (الإنجليزية)
- جاك قود على موقع ميوزك برينز (الإنجليزية)
- جاك قود على موقع قاعدة بيانات برودواي على الإنترنت (الإنجليزية)
- جاك قود على موقع أول ميوزيك (الإنجليزية)
- جاك قود على موقع ديسكوغز (الإنجليزية)
- جاك قود على موقع قاعدة بيانات الفيلم (الإنجليزية)